# Firth of Tay
Firth of Tay (gael. Linne Tatha) – zatoka Morza Północnego (Ocean Atlantycki) u wschodnich wybrzeży Szkocji. Uchodzi do niej najdłuższa rzeka Szkocji Tay. W zatoce położona jest jedna większa wyspa Mugdrum.
Przez Firth of Tay przerzucone są dwa mosty – Tay Road Bridge (drogowy, 2250 m długości) oraz Tay Rail Bridge (kolejowy, 3264 m długości).

## Miejscowości położone nad zatoką
- Balmerino
- Broughty Ferry
- Dundee
- Invergowrie
- Monifieth
- Newburgh
- Newport-on-Tay
- Tayport